# Grosser Preis des Kantons Aargau 1973
Il Grosser Preis des Kantons Aargau 1973, decima edizione della corsa, si svolse il 1º agosto su un percorso di 220 km con partenza e arrivo a Gippingen. Fu vinto dall'italiano Marino Basso della Bianchi-Campagnolo davanti al belga Herman Van Springel e all'altro italiano Alessio Peccolo.

## Ordine d'arrivo (Top 10)
| Pos. | Corridore              | Squadra                | Tempo    |
| ---- | ---------------------- | ---------------------- | -------- |
| 1    | Marino Basso           | Bianchi-Campagnolo     | 5h12'56" |
| 2    | Herman Van Springel    | Rokado-de Gribaldy     | s.t.     |
| 3    | Alessio Peccolo        | GBC                    | s.t.     |
| 4    | Ugo Colombo            | Filotex                | a 8"     |
| 5    | Albert Van Vlierberghe | Rokado-de Gribaldy     | a 48"    |
| 6    | Felice Gimondi         | Bianchi-Campagnolo     | s.t.     |
| 7    | Wilmo Francioni        | GBC                    | s.t.     |
| 8    | René Grelin            | Gan-Mercier-Hutchinson | s.t.     |
| 9    | Wladimiro Panizza      | GBC                    | s.t.     |
| 10   | Georges Pintens        | Rokado-de Gribaldy     | s.t.     |